# Spoorlijn Dortmund-Bövinghausen - Dortmund-Dorstfeld
De spoorlijn Dortmund-Bövinghausen - Dortmund-Dorstfeld is een Duitse spoorlijn en is als spoorlijn 2213 onder beheer van DB Netze.

## Geschiedenis
Het traject werd door de Deutsche Bahn geopend op 3 juni 1984. Het gedeelte tussen Dortmund-Germania en Dortmund-Marten Süd was voor 1984 in gebruik als gedeelte van lijn DB 2158.

## Treindiensten

### S-Bahn Rhein-Ruhr
Op het traject rijdt de S-Bahn Rhein-Ruhr de volgende routes:
| Serie | Treinsoort            | Route | Bijzonderheden |
| ----- | --------------------- | --- | -------------- |
| S 4   | S-Bahn (DB Regio NRW) | Dortmund-Lütgendortmund – Dortmund-Dorstfeld – Dortmund Stadthaus – Dortmund-Brackel – Dortmund-Wickede – Massen – Unna |                |

## Aansluitingen
In de volgende plaatsen is of was er een aansluiting op de volgende spoorlijnen:
Dortmund-Dorstfeld
DB 2120, spoorlijn tussen Dortmund aansluiting Flm en de aansluiting Schnettkerbrücke
DB 2126, spoorlijn tussen Dortmund-Dorstfeld en Dortmund Süd
DB 2191, spoorlijn tussen Dortmund-Mengede en Dortmund-Dorstfeld

## Elektrificatie
Het traject werd bij aanleg geëlektrificeerd met een wisselspanning van 15.000 volt 16⅔ Hz.